# Prismatoïde
Een prismatoïde is een veelvlak, waarvan alle hoekpunten in hooguit twee evenwijdige vlakken liggen. Prisma’s, wiggen en piramides zijn dus een prismatoïde. De andere prismatoïden dan de piramiden en de wiggen zijn de veelvlakken waarvan de hoekpunten die van twee verschillende veelhoeken zijn.
Alle andere zijvlakken dan het boven- en grondvlak of in het geval van een piramides en de wiggen alleen het grondvlak zijn een driehoek, parallellogram of trapezium. Als in beide vlakken hetzelfde aantal hoekpunten van het veelvlak liggen, wordt het veelvlak een prismoïde genoemd. Een veelvlak met een gelijkvormig boven- en grondvlak is een prismoïde, met een congruent boven- en grondvlak is het een prisma. 

## Voorbeelden
Er volgt hieronder een lijst van prismatoïden, de lijst is niet volledig. 
- piramides, waarvan een van de vlakken slechts één hoekpunt van de prismatoïde bevat
- wiggen, waarvan een van de vlakken slechts twee punten bevat

De volgende prismatoïden hebben een boven- en een grondvlak, dus zijn boven en onder door een veelhoek begrensd.
- congruent boven- en grondvlak
  - prisma’s, waarvan het boven- en het grondvlak door rechthoeken of parallellogrammen worden verbonden
    - antiprisma’s, waarvan het boven- en grondvlak door een alternerende strip van driehoeken worden verbonden

  - parallellepipedums met zes parallellogrammen als vlakken
    - kubussen
    - balken met zes rechthoekige vlakken
    - ruitenzesvlakken
- gelijkvormig boven- en grondvlak
  - afgeknotte piramides, verkregen door een piramide af te kappen
    - vierhoekig frustum, afgekapte vierkante piramide
- koepels, waarvan de veelhoek in één vlak precies twee keer zoveel punten bevat als de veelhoek in het andere vlak, en daarmee door een strip van alternerende driehoeken en rechthoeken is verbonden,

## Inhoud
Als de oppervlaktes van de twee parallelle vlakken respectievelijk {\displaystyle A_{1}} en {\displaystyle A_{3}} zijn, de oppervlakte van de dwarsdoorsnede van de prismatoïde met een vlak halverwege de twee parallelle vlakken {\displaystyle A_{2}}, en de hoogte, de afstand tussen de twee parallelle vlakken, gelijk is aan {\displaystyle h}, wordt het volume van de prismatoïde gegeven door:

prismatoïde

{\displaystyle V=h\,{\frac {A_{1}+4A_{2}+A_{3}}{6}}}